# 菲拉戈
菲拉戈（義大利語：Filago），是意大利贝加莫省的一个市镇。总面积5平方公里，人口3208人，人口密度641.6人/平方公里（2009年）。国家统计（ISTAT）代码为016098。